# Eva Renzi
Eva Renzi (3 de noviembre de 1944 - 16 de agosto de 2005) fue una actriz de nacionalidad alemana.

## Biografía
Su verdadero nombre era Evelyn Hildegard Renziehausen, y nació en Berlín, Alemania, siendo sus padres un danés y una francesa. Tras ganarse la vida como modelo, azafata y telefonista, tomó clases de actuación y consiguió sus primeros papeles teatrales. Posteriormente actuó en varias producciones cinematográficas alemanas, suizas, francesas, italianas y estadounidenses.
El director Will Tremper le dio el papel principal de la película de 1966 Playgirl, dándole fama en Alemania como una actriz a caballo entre Ingrid Bergman y Julie Christie. También Hollywood se fijó en ella, y así en 1967 rodó Funeral in Berlin (con Michael Caine). Al siguiente año trabajó con James Garner en The Pink Jungle. A esa película siguieron producciones como Taste of Excitement (1971), Das Messer (1971), las series televisivas Primus  y Tatort y la miniserie de Rainer Erler Das Blaue Palais (1976). 
En el año 1970 hizo su único trabajo como directora, el cortometraje Professor Siebzig und seine Undine, en el cual actuaba su esposo, Paul Hubschmid en el papel principal.
La actriz se comprometió políticamente y, tras una estancia de varios meses en la India en la década de 1970, informó sobre experiencias negativas del movimiento Osho, acusando al gurú de abuso de drogas. 
Entre 1976 y 1986 únicamente actuó en Alemania en el film Manuel (1986), bajo dirección de Peter Obrist. Aparte de ello solamente trabajó en la serie francesa Papa Poule (1980–1982) y en la película La fille prodigue, de Jacques Doillon con Michel Piccoli y Jane Birkin.
En 1983 apareció en los titulares tras llamar „viejo Nazi“ al Presidente Federal Karl Carstens durante el Festival de Bad Hersfeld. En un principio fue despedida, aunque después se levantó la pena por falta de pruebas.
A finales de los años 1980 actuó en las series Waldhaus (1987) y Das Erbe der Guldenburgs, un cierto regreso a la televisión alemana. Su última actuación televisiva tuvo lugar en la serie Balko en 1995. Años después regresó de nuevo al teatro.
La actriz se casó con el actor suizo Paul Hubschmid en el año 1967, con el que actuó varias veces. A finales de los años 1960 formaron la pareja cinematográfica ideal del cine alemán. Renzi tuvo una hija, la actriz Anouschka Renzi.
Eva Renzi falleció el 16 de agosto de 2005, a los 60 años de edad, en Berlín, a causa de un cáncer de pulmón. Fue enterrada en el Cementerio Luisenfriedhof III en Berlín.

## Filmografía
- 1965 : Doktor Murkes gesammelte Nachrufe (telefilm)
- 1966 : Playgirl
- 1966 : Funeral in Berlin
- 1967 : Le grand dadais
- 1967 : Negresco****
- 1968 : The Pink Jungle
- 1969 : Eine Frau sucht Liebe
- 1970 : El pájaro de las plumas de cristal
- 1970 : Appuntamento col disonore
- 1970 : Beiß mich, Liebling
- 1970 : La morte risale a ieri será
- 1970 : Taste of Excitement
- 1971 : Tatort (serie TV), episodio Kressin und der tote Mann im Fleet
- 1971 : Das Messer (miniserie TV)
- 1971–1972 : Primus (serie TV, 26 episodios)
- 1974 : Die Abwerbung (corto)
- 1975 : Das ohnmächtige Pferd (telefilm)
- 1976 : Das Blaue Palais (miniserie TV)
- 1980 : Papa Poule (serie TV, seis episodios)
- 1981 : La fille prodigue
- 1986 : Manuel
- 1987 : Waldhaus (serie TV, un episodio)
- 1989–1990 : Das Erbe der Guldenburgs (serie TV, cinco episodios)
- 1993 : Sylter Geschichten (serie TV, un episodio)
- 1994 : Die Gerichtsreporterin (serie TV, un episodio)
- 1995 : Balko (serie TV, un episodio)
- 1997 : Bruit d’amour et de guerre (corto)

## Radio
- 1993 : David Zane Mairowitz: Planet aus Asche, dirección de Ulrike Brinkmann (SR)